# عالم صغیر و کبیر

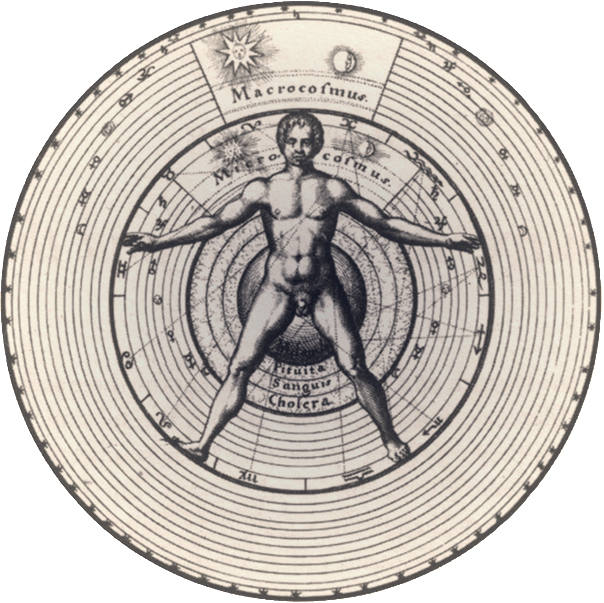
طراحی Robert Fludd از انسان به عنوان عالم صغیر در هستی به عنوان عالم کبیر. او ذکر می‌کند: «انسان به خودی خود یک جهان است، و عالم صغیر نامیده می‌شود چرا که نمایان‌گر یک الگوی مینیاتوری از تمام اجزا جهان است. سر او به بالاترین فلک مربوط است، سینهٔ او به آسمان اِتِری و شکم او به عناصر مادّی.»

عالم صغیر و کبیر یا کیهان بزرگ و کوچک، به جهان‌بینی‌ای اشاره دارد که در آن جزء (عالم صغیر) نمایان‌گر کل (عالم کبیر) است و برعکس. این یک نوع دور و خصلتی است که در بسیاری از مدل‌های عرفانی در فلسفه، چه قدیم و چه جدید، یافت می‌شود. این نگاه، با شعار معروفِ آن یعنی «همان‌طور که در آسمان، در زمین هم»، به شکل تنگاتنگی به هرمسی‌گرایی مربوط است و مبنای مباحث در اختربینی، کیمیا و هندسهٔ مقدس است.
مفاهیم این فلسفه به دست فیثاغورث صورت‌بندی شد که جهان را پیکری واحد و هم‌ساز می‌دانست. این ایده یک سدهٔ بعد توسط افلاطون و در دورهٔ نوزایی به دست لئوناردو داوینچی، که خصائص مشترک بدن انسان و طبیعت را مورد توجه قرار داد، از نو صورت‌بندی شد.
در جامعه‌شناسی جدید مفهوم جهان صغیر غالباً برای شرح گروه کوچکی از افراد که رفتارشان الگویی از بدنهٔ اجتماعی بزرگتری است که در آن هستند، استفاده می‌شود.
عالم کبیر، عالم صغیر همچنین از مفاهیم کلیدی در دیدمان سیستم‌ها است. یک نمونه این است که چطور دی‌ان‌ای یک موجود زنده در همهٔ سلول‌ها وجود دارد و متقابلاً می‌تواند برای تعیین ساختار ژنتیکی آن موجود به مثابهٔ یک کل واحد استفاده شود.
در فلسفهٔ اسلامی مراد از عالم کبیر همهٔ کائنات و موجودات غیر از انسان و مراد از عالم صغیر انسان است. عالم صغیر نسخه و نمونه‌برداری از عالم کبیر است و لذا هر که انسان را یعنی عالم صغیر را آن چنان‌که حق است بشناسد، پس کل هستی را شناخته و از این جهت است که گفته‌اند «مَنْ عَرَفَ نَفْسَه فَقَدْ عَرَفَ رَبَّه» یعنی هر که خود را شناخت تحقیقاً خدای خود را می‌شناسد، زیرا انسان اگر چه در ظاهر عالم صغیر است ولی در حقیقت معنی و عصارهٔ عالم کبیر است و هر چند به صورت ظاهر در مرحلهٔ آخر آفرینش قرار گرفته ولی در واقع خلقت نخستین است چرا که مقصود آفرینش ظهور صفات و افعال الهی بود و تنها انسان یعنی عالم صغیر است که مظهر تجلّی کامل آن است.
مولانا در دفتر چهارم خود و در بیت 521 شعری با این مضمون دارد و می فرماید؛
پس به صورت عالم اصغر تویی *پس به معنی عالم اکبر تویی ...
ظاهر آن شاخ اصل میوه است * باطنا بهر ثمر شد شاخ هست 
یعنی در ظاهر به نظر می رسد که شاخه (عالم اصغر یا بدن انسان)اصل و حیات دهنده به میوه (روح )هست .  اما در اصل و باطن و معنای خلقت عالم اصغر یا بدن ، برای حلول روح و تعالی او توسط خداوند بوجود آمده است.
در تفسیر نمونه نیز «الحَمْدُ لِلّه ربّ العالمین» در سورهٔ فاتحه به عالم کبیر و عالم صغیر تفسیر شده‌است.